# Jake Robertson
Jake Robertson (* 14. November 1989) ist ein neuseeländischer Langstreckenläufer.

## Karriere
2011 belegte er bei den Crosslauf-Weltmeisterschaften in Punta Umbría Rang 60 und bei den Weltmeisterschaften in Daegu über 5000 Meter Rang 15.
Bei den Weltmeisterschaften 2013 in Moskau schied er über 5000 Meter im Vorlauf aus und erreichte über 10.000 Meter nicht das Ziel.
2014 wurde er bei den Commonwealth Games in Glasgow Neunter über 5000 Meter und Siebter über 10.000 Meter.
2015 wurde er Neuseeländischer Meister über 5000 Meter.
Seit 2007 lebt er mit seinem Zwillingsbruder Zane Robertson in der kenianischen Stadt Iten.

## Persönliche Bestzeiten
- 3000 m: 8:04,57 min, 17. Juli 2012, Cork
- 5000 m: 13:15,54 min, 13. Juli 2013, Heusden-Zolder
- 10.000 m: 27:30,90 min, 13. April 2018, Gold Coast
- 10-km-Straßenlauf: 27:28 min, 1. April 2018, New Orleans
- Halbmarathon: 1:00:01 h, 19. März 2017, Lissabon
- Marathon: 2:08:26 h, 4. März 2018, Ōtsu